# Budynek loży masońskiej Fryderyk pod Złotym Berłem
Budynek loży masońskiej Fryderyk pod Złotym Berłem – kamienica, która znajdowała się we Wrocławiu przy ulicy św. Antoniego 10, była ostatnią siedzibą loży masońskiej „Fryderyk pod Złotym Berłem”, skupiającej najwyższe warstwy mieszczaństwa i szlachty Wrocławia i Śląska. Kamienica została niszczona w 1945 roku.

## Historia

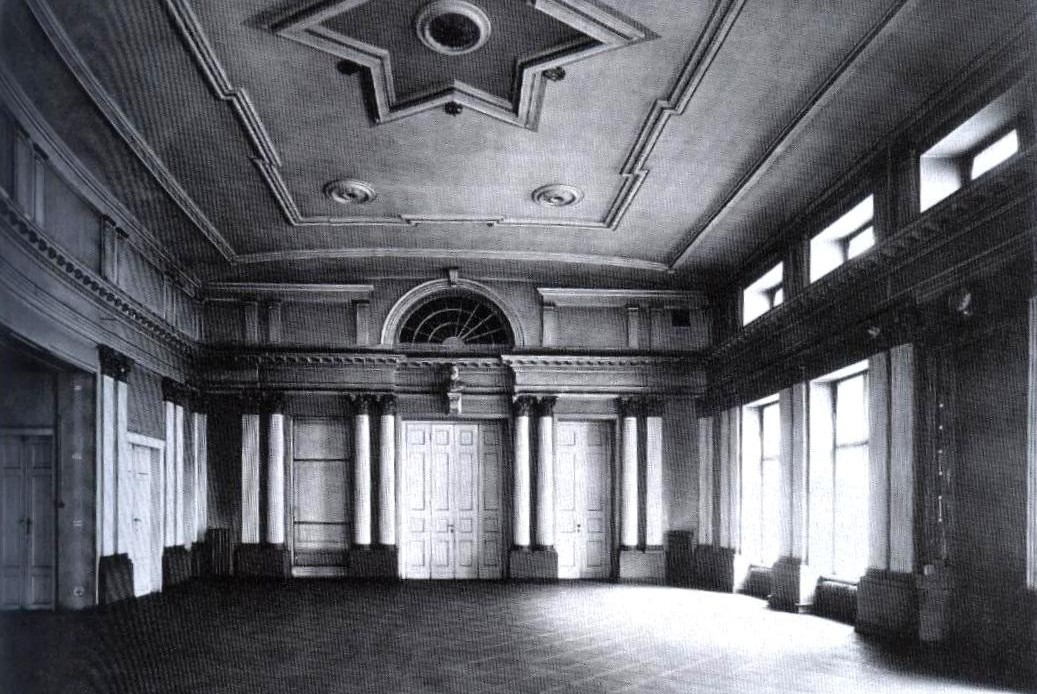
Sala reprezentacyjna w budynku Loży masońskiej Fryderyk pod Złotym Berłem, 1937 rok

W XVIII wieku na posesji nr 10 wzniesiono kamienicę dla hrabiego Gerharda Wilhelma Strattmanna, pełniącego funkcję starosty ziemskiego księstwa wrocławskiego w latach 1714–1726. Była jedną z okazalszych kamienic, które wzniesiono przy tej ulicy. Jej budowa rozpoczęła się około roku 1718. W pierwszej kolejności powstały stajnie mogące pomieścić ponad 20 koni. Ich budowniczym był Christoph Hackner. On też prawdopodobnie wybudował dom Strattmanna. W latach 40. XVIII wieku kamienicę zakupił Paul Heinrich von Loen, który prawdopodobnie dokonał jej przebudowy. W 1749 roku, w wyniku wybuchu wieży prochowej, budynek został poważnie uszkodzony, a wysokość strat została wówczas oszacowana na 7333 1/3 reichstalerów, z kolei straty wyposażenia na 4666 2/3 rtl. W 1806 roku budynek nabył kupiec Christian Itzinger.

### Siedziba loży
Dalsza historia kamienicy związana jest ściśle z funkcjonowaniem loży masońskiej „Fryderyk pod Złotym Berłem”. Loża została założona 10 grudnia 1776 roku i była to druga tego typu organizacja po Zjednoczonej Loży „Pod trzema szkieletami, pod kolumną i pod dzwonem” (j. niem. Vereinigten St. Johannis-Loge zu den drei Todtengerippen, zur Säule und zur Glocke) we Wrocławiu. Loża podlegała Wielkiej Królewskiej Loży-Matce „Trzech Globów”. Skupiała oficerów, jak i osoby związane z korporacją kupiecką, a także wrocławskich intelektualistów tworzących trzon założycielski Śląskiego Towarzystwa Kultury Ojczystej. Loża pierwotnie zajmowała pomieszczenia przy ul. Łaciarskiej 2. W 1793 loża zaczęła gromadzić własne zbiory biblioteczne, które w 1815 roku liczyły już około 300 woluminów. Około 1816 roku ówczesny mistrz loży Johann Wilhelm Oelsner podjął decyzję o budowie nowej siedziby, a projekt budynku sporządził architekt Carl Ferdinand Langhans, członek loży od 1815 roku. Kierownikiem budowy został 37-letni majster budowlany Johann Gottlieb Holland. W styczniu 1816 roku Oelsner zakupił od radcy miejskiego Christiana Ittzingera działkę położoną przy obecnej ul. św. Antoniego 10 (wówczas numer 33) wraz z jego domem frontowym. 6 listopada 1816 roku wmurowano kamień węgielny pod budowę przyszłej siedziby loży.
Budynek został zaprojektowany na tyłach istniejącej dwukondygnacyjnej, sześcioosiowej wówczas kamienicy nr 10 i był otoczony ogrodem. Od zachodu budynek zasłonięty był synagogą „Zum Tempel” należącą do kupca Gellerta. Dziesięć lat później od południa wzniesiono nową synagogę Pod Białym Bocianem we Wrocławiu. Lokalizacja budynku mogła świadczyć o chęci do zachowania dyskrecji; budynek był niewidoczny z ulicy jednocześnie miał dobrą lokalizację względem Rynku, będącego handlowym centrum miasta. Wejście do budynku prowadziło przez sień kamienicy frontowej przy ul. św. Antoniego. Budowa została zakończona w listopadzie 1817 roku.
W 1875/1876 roku architekt Carl Schmidt, również członek loży, wykonał plany przebudowy kompleksu. Zrealizowano przebudowę kamienicy frontowej, podniesiono ją o jedną kondygnację i zaadaptowano jej pomieszczenia na potrzeby loży, a fasada otrzymała nowy, neorenesansowy charakter.
W 1935 roku w wyniku represji wszystkie loże masońskie zostały w Niemczech zamknięte, a ich majątki skonfiskowane. Według Grażyny Brody loża funkcjonowała do jej rozwiązania 16 lipca 1935 roku, a 16 sierpnia 1937 roku budynek loży został sprzedany za 48 000 marek kupcowi Gustavowi Heckerowi. Budynek został zniszczony w 1945 roku.
Po II wojnie światowej w miejsce budynku wzniesiono blok mieszkalny.

## Architektura
Zaprojektowany przez Langhansa budynek loży wkomponowywał się w istniejącą już zabudowę i sąsiednie działki, pozostawiając jedynie niewielki aneks przeznaczony na ogród. Po stronie wschodniej i południowej znajdowało się wąskie skrzydło zbliżone do odwróconej litery „L”, pełniące funkcje gospodarcze. Po stronie zachodniej budynek był zestawiony z dwóch połączonych ze sobą brył: pierwsza miała zarys czworoboku wydłużonego na osi północ-południe, ograniczonego dziedzińcem, druga miała prostokątny kształt, poszerzony od południowej strony o trójboczny ryzalit. Dziedziniec, prócz funkcji komunikacyjnej, pozwalał na doświetlenie pomieszczeń ulokowanych w otaczających go skrzydłach. Wnętrza budynku Langhans zaprojektował, wzorując się na włoskich antycznych willach, których układ architekt studiował podczas podróży artystycznej po Włoszech w latach 1806–1808.

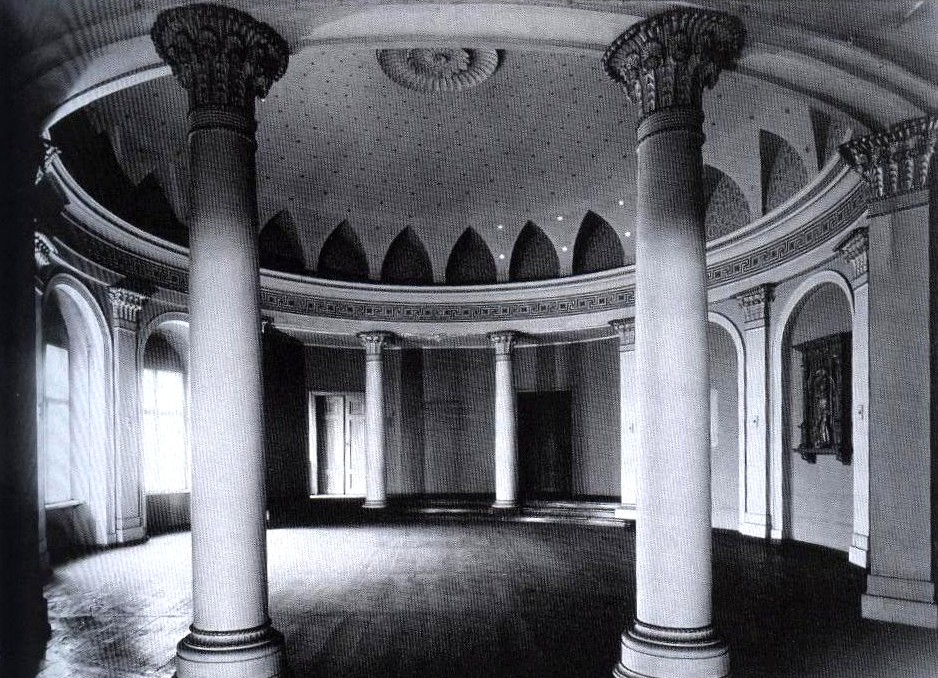
Świątynia św. Jana w budynku

Budynek loży miał dwie kondygnacje. W części parterowej pomieszczenia pełniły głównie role gospodarcze, z wyjątkiem ulokowanego w ryzalicie salonu ogrodowego. Pomieszczenia na drugiej kondygnacji przeznaczone były wyłącznie dla członków loży. Wejście na ten poziom znajdowało się we wschodniej części traktu tylnego, za sienią domu frontowego; były to wąskie kręte schody prowadzące na górę. Reprezentacyjne pomieszczenia na tym poziomie były ulokowane po zachodniej stronie dziedzińca: najbardziej na zachód znajdował się „pokój organów” („Orgelzimmer”), do którego miała dostęp wąska, najwyżej wtajemniczona grupa członków. Do tej sali przylegała „Świątynia pw. św. Jana” („Johannistempel”) w formie rotundy, która łączyła się z „3 świątynią” oraz z czworoboczną „Salą Ludwika”, pełniącą funkcje sali spotkań wolnomularzy i jadalni.
„Świątynia św. Jana” była ściśle związana z masońskimi rytuałami. Jej podstawą założenia był okrąg wpisany w umiarowy prostokąt z trójbocznym ryzalitem znajdującym się w południowej części. W części wschodniej i zachodniej (za kolumnami) umieszczono niewielkie aneksy wyniesione o dwa stopnie, przysłonięte draperiami. Część kolista była nakryta spłaszczoną kopułą wspartą na czterech kolumnach i ścianach rozdzielanych pilastrami, pomiędzy którymi umieszczono arkadowe wnęki. Kapitele kolumn i pilastrów, ozdobione egiptyzującymi motywami podtrzymywały pas belkowania ozdobiony fryzem z motywem meandru. Nad belkowaniem znajdowały się ostrołuczne lunety wypełnione stylizowanymi ornamentami floralnymi. Powierzchnia czaszy pokryta była gwiazdami. Pomieszczenie oświetlały trzy okna znajdujące się w głębokich wnękach od strony południowej. Aneks zachodni skomunikowany był z „3 świątynią”.
Do „pokoju organów” przylegała również obszerna i wysoka na półtorej kondygnacji „sala reprezentacyjna” („Festsaal”). Sala miała wysokość siedmiu metrów i była oświetlana wysokimi oknami oraz małymi okienkami pod stropem. Dłuższe ściany były artykułowane rytmicznie rozłożonymi parami pilastrów korynckich, które wspierały wydatne belkowanie, na którym z kolei umieszczono w podobnym rytmie pilastry jońskie. Południowa część tego pomieszczenia podniesiona była o trzy stopnie i zamknięta łukiem koszowym. U dołu stał tron mistrza. To szczególne miejsce dodatkowo było podkreślone parą korynckich kolumn i półkolistym oknem, które razem tworzyły motyw serliany. W ścianie północnej sali znajdowało się wejście. Całość wnętrza nakrywała kopuła z gwiazdami i z sześcioramienną gwiazdą w centrum. Dekoracja wnętrza, jak i kapitele kolumn utrzymane były w charakterze egiptyzującym.